# Eduard Bagritskij
Eduard Bagritskij, född 3 november 1895, död 16 februari 1934, var en rysk poet.
Bagritskijs poesi var romantisk, men uppvisade även realistiska inslag. Bland hans verk märks främst Sången om Opanás, en folklig ballad med motiv från ryska inbördeskriget i Ukraina. Ett antal av hans dikter översattes av Rafael Lindqvist i Under röd himmel (1945).